# Borana (popolo)
I Borana (detti anche Borena, od Oromo Borana) sono un gruppo etnico del Kenya settentrionale e dell'Etiopia meridionale. La loro lingua (afaani Boraana) è un dialetto dell'Oromo, parte delle lingue cuscitiche. Sono tradizionalmente nomadi e allevatori di zebù, dromedari, capre e pecore, ma recentemente hanno iniziato a trasformarsi in agricoltori. Sono fra gli ultimi gruppi etnici a utilizzare la suddivisione in classi generazionali detta gadaa.
La società borana è composta da vari clan suddivisi in lignaggi e lignaggi minimi. Sono migrati a sud dall'Etiopia centrale in seguito alla pressione esercitata nel nord dalle popolazioni cristiane.
La religione tradizionale è la stessa degli Oromo dell'Etiopia, fondata sulla concezione del Dio unico Waaka. I Borana hanno una leadership consuetudinaria altamente articolata. Sulla base del sistema generazionale gadaa ogni otto anni vengono nominati tre abbaa gadaaa e un numero elevato di hayyuu, rappresentativi dei principali clan. Questi leader dispongono di aiutanti, o leader di rango più basso, detti jallaaba. Ci sono poi 5 qaalluu, di cui 2 considerati istituzionalmente più importanti, la cui carica viene acquisita per via ereditaria.